# Suzette Robichon
Suzette Robichon, nacida Suzanne Robichon (Bressols, 18 de agosto de 1947), es una editora, ensayista feminista y activista por el reconocimiento de la homosexualidad femenina.

## Biografía
Robichon fue educada por su madre, maestra de orientación laica y convicción izquierdista. Tras completar su formación en el Lycée de Montauban, prosiguió con estudios en Letras Clásicas en la ciudad de Toulouse.
Llegó a París a principios de la década de 1970. Tras varios años de militancia política en la Liga Comunista Revolucionaria y como periodista permanente en el periódico Rouge quotidien, en diciembre de 1977, destacó con una investigación titulada "Les femmes et l’emploi" (Las mujeres y el empleo), donde abordó las desigualdades laborales y la discriminación contra las mujeres. Además, participó activamente en la creación de Groupe des lesbiennes en París y en la fundación de la revista feminista lesbiana Quand les femmes s'aiment (1978-1980).
En 1983, Robichon cofundó la revista Vlasta con Michèle Causse y Sylvie Bompis, explorando ficciones y utopías amazónicas hasta 1985. Incluyeron obras como Le voyage sans fin de Monique Wittig, a la cual dedicaron un número especial, y Q.E.D. de Gertrude Stein, traducida por Michèle Causse.
Es miembro del Archives, Research and Lesbian Culture (ARCL), fundado en 1983, donde investiga sobre la cultura lésbica. También ocupa un puesto en el consejo de administración del Centro audiovisual Simone de Beauvoir y es cofundadora de Lesbiennes d'intérêt général (LIG), la única fundación en Francia dedicada a promover la cultura lésbica, destacándose por ser la primera en establecer un fondo de dotación feminista y lésbico.
Junto con Marie-Hélène Bourcier, en 2001 Robichon organizó el primer simposio internacional sobre la obra de Monique Wittig en Francia. Este evento incluyó diversas actividades y lecturas centradas en el trabajo de Wittig, así como la publicación del libro de actas titulado "Parce que les lesbiennes ne sont pas des femmes".Posteriormente, se llevaron a cabo más eventos en el Maison de la poésie de París en 2014 y 2019. Robichon es cofundadora y copresidenta de Les Ami.es de Monique Wittig, una asociación que coordina una red de investigación y actividades en torno a la obra de Wittig.
En el marco del 75º aniversario de la liberación del campo de concentración de mujeres Ravensbrück en 2020, Robichon colaboró con el grupo Mémoires en chantier para preparar la exposición "Constellations brisées". La exposición, que explora las trayectorias de vida de mujeres lesbianas europeas a través de mapas digitales, está disponible en línea debido a la cancelación de todas las actividades presenciales del memorial debido a la pandemia de COVID-19.
Su experiencia en la investigación sobre la persecución de mujeres lesbianas durante el nazismo se reflejó en la exposición "Homosexuels et lesbiennes dans l'Europe nazie", presentada en el Museo Mémorial de la Shoah de París desde junio de 2021 hasta mayo de 2022.
En junio de 2022, la Association des ami.es de Monique Wittig organizó lecturas de la obra "Le Voyage sans fin" de Wittig en la Maison de la poésie de París, con la participación de destacadas figuras como Adèle Haenel, Nadège Beausson-Diagne, Suzette Robichon y Caroline Geryl.

## Reconocimientos
- 2022 - Mention spéciale de la ville de Paris pour les droits des personnes LGBTQI+[14][15]

## Publicaciones
- Parce que les lesbiennes ne sont pas des femmes : Autour de l'œuvre politique, théorique et littéraire de Monique Wittig, Actes du colloque des 16-17 juin 2001, Columbia University, Paris, Éditions gaies et lesbiennes, 2002,[4][8]
- Lesbisches Paris, Berlin, Ed. Orlanda Frauenverlag, 2002.[16]Escrito junto a Traude Bührmann es una guia histórica y cultural del Paris Lésbico.
- Rosa Bonheur. Ceci est mon testament..., Paris, IX Editions, 2012.[17]
- Natalie Clifford Barney, Liane de Pougy, Correspondance amoureuse, Paris, Gallimard, 2019.[18]